# Isadora Paradijsvogel
Isadora Paradijsvogel is een personage uit De Fabeltjeskrant. 
Haar eigenlijke naam is Doortje Spreeuw. In Het Praathuis wordt ze echter soms nog Doortje of Dora genoemd. Ze is een ietwat laconieke, oudere diva met een schorre stem. Ze gebruikt veelvuldig het woord troel. Isadora is een exotisch dier, afkomstig uit het Buitenbos.
Isadora Paradijsvogel was te zien in de jaren zeventig en tachtig. In de jaren zeventig is ze via Meindert het Paard in het Dierenbos terechtgekomen en had aanvankelijk een relatie met hem. Ze kwam in die tijd bij vlagen in de serie voor, onder meer toen ze assistente was van Piet de Pad in het Smikkelpaleis. In de jaren tachtig kwam ze als vast personage voor. In die tijd bivakkeerde ze regelmatig in het Praathuis.